# The Scary Guy

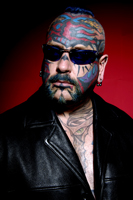
The Scary Guy

The Scary Guy (* 29. Dezember 1953 als Earl Kenneth Kaufmann in Minneapolis, Minnesota) ist ein US-amerikanischer Motivationstrainer, der sich weltweit gegen Hass, Gewalt, Vorurteile und Mobbing in Schulen und Unternehmen einsetzt. Er ist Besitzer eines Tattooshops, Entertainer und Aktionskünstler. Seine Nase, Augenbrauen und Ohren sind gepierct, zudem sind etwa 85 Prozent seines Körpers mit Tattoos bedeckt. The Scary Guy änderte seinen Namen 1998 offiziell von Earl Kenneth Kaufmann in The Scary Guy und konzentriert sich nun darauf, Kindern und Erwachsenen beizubringen, Liebe und Anerkennung gegenüber allen Menschen zu vermitteln. Seine Vorträge hält er unter anderem in Schulen, an Universitäten, bei Unternehmen, Polizei und Streitkräften. In Deutschland beruht Scarys Bekanntheit vor allem auf dem 2006 entstandenen Dokumentarfilm von Uli Kick, der unter anderem 2011 in ARTE sowie 2012 im Ersten ausgestrahlt wurde.

## Biografie
Scary wurde am 29. Dezember 1953, als Earl Kenneth Kaufmann geboren und wuchs in New Hope auf. Er bestand 1972 die Abschlussprüfung an der Cooper High School. The Scary Guy war Gesangslehrer am Macalester College in St. Paul. Außerdem war er als Baby-Fotograf und als Computerverkäufer tätig, bevor er Tattoos für sich entdeckte. Als Scary schon selbst zu großen Teilen tätowiert war, kündigte er schließlich seinen Job und eröffnete eigene Tattoo-Studios.

### Schmäh-Anzeige und Sinneswandel
In den neunziger Jahren veröffentlichte der Betreiber eines konkurrierenden Tattoo-Studios eine Zeitungsanzeige mit dem Text „Sind Sie es leid, mit furchterregenden Typen mit Kriegsbemalung im Gesicht zu tun zu haben?“. Scary beschäftigte sich zuerst mit Rachegedanken, überlegte aber dann bald, wieso ein völlig fremder Mensch so etwas über ihn sagen bzw. veröffentlichen konnte. Er dachte über sich selbst nach und erkannte, dass er bisher mit einer ähnlich negativen Einstellung durchs Leben gegangen war. Er identifizierte den Angriff seines Konkurrenten als durch Worte transportierte negative Energie und entschloss sich, diese destruktive Kraft nicht mehr in sich hinein zu lassen. In den Körper gelangte negative Energie produziere Hass und Zorn, die nach schneller Entladung verlangten, wodurch anschließend immer weitere negative Energie in den Körper nachströme. Durch die Sichtweise: „wenn Du so etwas sagst, ist es allein Deine Sache, mit der ich nichts zu tun habe“ werde der Kreislauf unterbrochen. Diesen Moment der Erkenntnis bezeichnet er selbst als Wendepunkt, an dem er beschloss, fortan für die Bekämpfung von Hass, Gewalt und Vorurteilen einzutreten. 1998 ließ er schließlich seinen Namen amtlich zu „The Scary Guy“ ändern.
The Scary Guy arbeitete weltweit mit über fünf Millionen Leuten, sich für Frieden durch das Vermitteln von Liebe und Akzeptanz einsetzend. In über 1700 Presseartikeln, 700 Radiointerviews und mehreren hundert TV-Sendungen wurde über seine Arbeit berichtet.

## The Scary Guy in Deutschland
Im November 2007 hatte The Scary Guy seine ersten offiziellen bzw. öffentlichen Auftritte in Deutschland (nachdem er bereits vor einigen Jahren in Deutschland die US-amerikanischen Streitkräfte auf der Basis Ramstein besucht hatte). Auf Einladung der Organisation Network ROPE, die sich für Sozialarbeit mit Jugendlichen engagiert, hielt The Scary Guy mehrere Vorträge im Großraum Darmstadt und in Ludwigshafen. Teilweise handelte es sich um Vorträge an Schulen (für Schüler und Lehrer) und in Jugendeinrichtungen, teilweise um öffentliche Auftritte, die jedermann zugänglich waren.
2008 trat The Scary Guy auf Einladung des Vertrauenslehrers der Schule in der Realschule im Hasental in Köln-Deutz und erstmals auch in Österreich auf. Weitere Events gab es in Düren (im Rahmen der Drogenprävention des Kulturvereins End Art) und Jülich (Studienseminar Lehramt Sekundarstufe 1). Nachdem die Veranstaltungen in der Deutzer Realschule sehr erfolgreich verliefen, entschloss sich der Lehrer Lars Prignitz, Scary im Mai 2009 erneut nach Deutschland einzuladen.
Mit Schülern gründete Prignitz im Anschluss daran die Chillaxed-Initiative, die sich um eine nachhaltige Umsetzung von Scarys Konzept an deutschen Schulen bemühte. Parallel dazu gab Prignitz an der Universität Köln ein Seminar zum neu erarbeiteten Gewaltpräventionskonzept. Im Rahmen dieses Seminars fand eine Evaluation des Prozesses statt – unter anderem durch Befragung der teilnehmenden Schüler. Auch Vor- und Nachbereitungsmaterial wurde erstellt und getestet.
Im Herbst 2010 wurde dann abermals die Realschule Köln-Deutz besucht, aber auch die Elwin Christoffel-Realschule in Monschau (an der Lars Prignitz zwischenzeitlich arbeitete) – weitere Veranstaltungen gab es am Gymnasium in Burgkunstadt (Bayern). Auch das Hildegard von Bingen Gymnasium in Köln und die Hauptschule in Nideggen nahmen an der Chillaxed-Initiative teil. Parallel dazu wurde auch in Darmstadt weiter mit Scary gearbeitet.
Nachdem nun einige Jahre Erfahrungen mit der Umsetzung von Scarys Ansatz in deutschen Schulen gemacht werden konnten, entschieden sich Lars Prignitz (der mittlerweile Schulleiter an der Bilingualen Montessori-Schule in Ingelheim ist) gemeinsam mit dem Netzwerk Rope (das verantwortlich für die Events in Darmstadt war), an der Bilingualen Montessori-Schule in Heidesheim ein Langzeitprojekt zu beginnen, bei dem eine Kompetenzgruppe von Schülern ausgebildet werden soll, die als Botschafter für Scarys Ansatz arbeitet. Starten konnte man im Oktober 2011, Scary besuchte die verbundene Grund- und Realschule und machte zwei Einführungsveranstaltungen. Im Anschluss daran arbeiteten zwei Mitarbeiter von Rope jede Woche 2 Stunden lang mit einer Gruppe von Schülern der Klassen 5–7, die die Veranstaltungen besonders ansprachen und die mit Scary Guy weiterarbeiten wollten. Am 3. und 4. Mai 2012 beginnt das Ambassadortraining, bei denen die Schüler von Scary, der hierzu erneut nach Deutschland kommt, ausgebildet werden. Ziel ist, dass die Teilnehmer des Kurses dazu befähigt werden, anderen Schülern beizubringen, emotional und sozial vernünftig zu agieren.
Begonnen wurde mit der eigenen Grundschule – für das Schuljahr 2012/2013 war geplant, mit dem Schülerteam auch an anderen Orten und Schulen Veranstaltungen zum sozialen und emotionalen Lernen zu organisieren und durchzuführen. Darüber hinaus wird angestrebt, mit Schulen in England, die mit Scarys Ansatz arbeiten, eine Partnerschaft zu bilden.